# Ӓ̄
Cette page contient des caractères spéciaux ou non latins. S’ils s’affichent mal (▯, ?, etc.), consultez la page d’aide Unicode.
L’a tréma macron (capitale Ӓ̄, minuscule ӓ̄) est une lettre de l'alphabet cyrillique utilisée en same de Kildin et selkoupe. Elle est composée de la lettre cyrillique А avec un tréma et un macron.

## Utilisations
L’a tréma macron est utilisé dans l’orthographe selkoupe par certains auteurs pour représenter une voyelle pré-ouverte antérieure non arrondie longue [æː]. Il est notamment utilisé dans le dictionnaire selkoupe-russe de Bykonia, Kouznetsova et Maksimova publié en 2005 ,, par exemple dans ӓ̄ « père » en selkoupe de Chiochkoupe.
Evdokia Kouzakova a utilisé l’a tréma macron pour écrire le mansi oriental dans un dicitonnaire publié en 1994.

## Représentation informatique
Le a tréma macron peut être représenté avec les caractères Unicode suivants :
- composé (cyrillique, diacritiques) :

| formes    | représentations | chaînes de caractères | points de code | descriptions                                           |
| --------- | --------------- | --------------------- | -------------- | ------------------------------------------------------ |
| capitale  | Ӓ̄               | Ӓ◌̄                    | U+04D2 U+0304  | lettre majuscule cyrillique a tréma diacritique macron |
| minuscule | ӓ̄               | ӓ◌̄                    | U+04D3 U+0304  | lettre minuscule cyrillique a tréma diacritique macron |

- décomposé (cyrillique, diacritiques) :

| formes    | représentations | chaînes de caractères | points de code       | descriptions                                                       |
| --------- | --------------- | --------------------- | -------------------- | ------------------------------------------------------------------ |
| capitale  | Ӓ̄               | А◌̈◌̄                   | U+0410 U+0308 U+0304 | lettre majuscule cyrillique a diacritique tréma diacritique macron |
| minuscule | ӓ̄               | а◌̈◌̄                   | U+0430 U+0308 U+0304 | lettre minuscule cyrillique a diacritique tréma diacritique macron |